# Castelnuovo Calcea
Castelnuovo Calcea là một đô thị ở tỉnh Asti vùng Piedmont thuộc Ý, nằm ở vị trí cách khoảng 60 km về phía đông nam của Torino và khoảng 15 km về phía đông nam của Asti. Tại thời điểm ngày 31 tháng 12 năm 2004, đô thị này có dân số 794 người và diện tích là 8,0 km².
Castelnuovo Calcea giáp các đô thị: Agliano Terme, Moasca, Mombercelli, Montegrosso d'Asti, Nizza Monferrato, San Marzano Oliveto và Vinchio.